# Perényi Péter (országbíró)
Perényi Péter (? – 1423 júniusa) a Perényi család tőketerebesi avagy nádori ágának tagja. Székely ispán (1397–1401), macsói bán (1397, 1400–1401), ungi (1398–1423) és zempléni (1395–1423), máramarosi (1404–1412), szatmári, ugocsai (1406–1419) ispán és sárosi várnagy (1404–1412). Emellett említik beregi ispánként (1401), abaúji ispánként (1404), szepesi ispánként és várnagyként (1402–1404) is. Kranzieritz Károly a további ispánságáról is említést tesz: zágrábi ispán (1408); eltérő dátumokat közöl abaúji (1404–1406), szatmári és ugocsai (1397–1401), máramarosi (1404–1410) és sárosi (1405–1406) ispánságáról. 1415-től haláláig országbíró.

## Élete
Édesapja az az 1378 előtt megölt Simon volt, akinek életét testvére, Imre oltotta ki véletlenül. Édesanyjának keresztneve Katalin volt. Egy testvérét említik a források — Perényi Veronikát Szomszédvári Tóth Miklós vette feleségül. Oklevélben először 1378-ban említik.
1387-ben, amikor Zsigmond a királynőket fogva tartó Horváti János és Palisnai János vránai keresztes perjel megtörésére indult, Perényi részt vett Gomnec várának ostromában. A harcokban életveszélyesen megsérült: bordái törtek el, félholtan húzták le a csatatérről. 1389 őszén Zsigmond király rácországi hadjáratában vett részt, és Boracs (Borcz), Csesztin és Neuady/Newady várának visszavételében tüntette ki magát. Jutalmul Valkó vármegyében kapott birtokokat.
1390-ben Galambóc ostrománál tüntette ki magát. A csapatok visszaszerezték a törököktől az erődítményt, ő maga pedig súlyos sebet kapott a fején: egy nyílvessző a bal fülén áthatolva fúródott a nyakába. Amikor 1391-ben a török Érsomlyó mellett betört a Szerémségbe, Péter rokona, Perényi Miklós bán oldalán harcolt. Megsebesült a  lábán, de megszerezte az ellenség vezérének zászlaját, és elküldte azt a királynak. 1396-ban részt vett a nikápolyi csatában, majd Havasalföldre ment, hogy lecsillapítsa a fellázadt oláhokat. A király kíséretében volt, amikor az oláhok lesből rájuk támadtak. Perényi a király életének megmentése közben mély sebet kapott a kezén (egy 1411-ben kelt oklevél oláhok helyett már törökökről beszél). Majd újra a Szerémségben harcolt a török betörések ellen, és az ellenséggel összecsapva újabb súlyos, maradandó sebet kapott a bal kezére. A XIV.- XV. század fordulóján Perényi Jánossal és annak testvérével, Gergellyel részt vett Zsigmond király morvaországi hadjáratban. 1402-ben Zsigmond őt és Perényi Imre főpohárnokot kivette a világi és egyházi bíróságok joghatalma alól; az ő vitás ügyeikkel egyenesen a királyhoz kellett fordulni.
1403-ban a királlyal tartott Csehországban, ahol a Zsigmond ellen lázadó Polna városát segített lefegyverezni, innen hamarosan királyi parancsra tért haza, hogy lecsendesítse az elégedetlen országnagyokat. A lázadó főurak (élükön Kanizsai János esztergomi érsekkel) Nápolyi Lászlót hívták meg a trónra. Az északkeleti országrész fő lázítója Ludányi Tamás egri püspök volt, aki mellett felsorakoztak a Bebek, a Debrői, a Vadászy és a Drugeth család tagjai. Perényi Péter és rokona, Imre októberben Patak környékén szétverte a László mellett felsorakozott főurak csapatait. Itt ő maga is súlyosan megsebesült a kezén és fején — utóbbi sebet egy, a sisakját szétzúzó kézi husáng ejtette — emellett egy lándzsa is megszúrta. Mindezek ellenére már decemberben Rozgonyi Simonnal Tállya várát vívta el ostromgépekkel a lázadó Debrői István kincstárnok családjától. Utána Egernél, majd Szarvaskőnél ütközött meg a lázadókkal. Részt vett a boldogkői vár visszafoglalásában is; ezt László hívei csak rövid ideig birtokolták.
A belső rend helyreállta után Zsigmond király oklevelet adott ki arról, hogy bár neki szolgálva Perényi jelentős anyagi kárt okozott és életeket oltott ki, de megbocsátja neki és megtiltja, hogy őt ezért bárki is felelősségre vonja. Zsigmond 1405-ben indította első hadjáratát a délvidéket uralma alatt tartó Hervoja ellen. Ebben Perényi is részt vett és sikereket ért el, bár a hadjárat nem hozta meg az elvárt eredményt. 1407-ben egyedülálló megtiszteltetés érte Perényit: ahogy az oklevél mondja, az ország lakosai közül először őt ruházta fel a király azzal a joggal, hogy saját birtokain arany, ezüst és egyéb fémek után kutatva bányát nyithasson és csak az urbura felét kell beszolgáltatnia a királynak, a másik felét megtarthatta.
Valamikor 1406 és 1417 között felépíttette Nagyida várát.
1410-ben Zsigmond király oklevélben rendelte Csák Miklós korábbi erdélyi vajdát és Perényi Pétert a Szatmár, Ugocsa, Szolnok, Kraszna és Máramaros vármegyék területén elhatalmasodott pusztítások, rablások, gyilkosságok megfékezésére azzal, hogy akiket a fenti vádakban bűnösnek találnak, azokat fő- és/vagy jószágvesztésre ítélhetik, az elítéltek utódai pedig ezellen semmilyen panaszt nem támaszthatnak. A bűnösöket az 1409 végén Csenger falu mellett tartott gyűlésen nevezték meg.
A Német Lovagrend és Lengyelország háborújában Zsigmond a lovagrend oldalára állt, és az 1410-ben szövetségesei megsegítésére küldött, főként csehekből, morvákból és németekből álló, mintegy tizenkétezer fős sereg vezetését Stibor vajdára bízta. A hadjáratban részt vett Perényi is. Szerepe volt Zwnigrad (Zwynigrad) várának bevételében és egészen Szandeczig jutott (ennek környékét felgyújtatta) Az offenzíva azonban kifulladt, és a csapatok Bártfáig vonultak vissza. 1411 februárjában a lovagrend békét kötött a lengyelekkel. A magyar-lengyel békekötés megteremtésében Rozgonyi Simon országbíró és Garai Miklós nádor mellett Perényi is szerepet vállalt. Az béketárgyalást (1411. márciusában) Iglón kezdték el, majd Ófaluban (Antiqua Villa) és a lengyelországi Szramovice (Sromowce) faluban folytatták (1411. novemberében). Ekkor csak 1412. augusztus 15-ig tartó fegyverszünetben állapodtak meg, de kilátásba helyeztek egy személyes találkozót is. 1412-ben újra összeültek Ófaluban, majd Iglón (február–március). A békét végül 1412. március 15-én írták alá Lublón. Perényi 1423-ban a béke megerősítői között is szerepelt.
1415. március 7-én Zsigmond király egy Konstanzban kelt oklevéllel Perényit nevezte ki az elhunyt Rozgonyi Simon utódául országbíróvá; ezt a tisztséget haláláig viselte.
1416 tavaszán Zsigmond a százéves háborúban angol–francia békét kieszközölni, ezért a helytartóként hátrahagyott Kanizsai Jánost maga mellé rendelte Párizsba. Ekkor újabb fontos megbízatást kapott Perényi, ugyanis Zsigmond Kanizsainak küldött levelében az ország irányítására megnevezett bárók között Perényi is szerepelt (Pelsőczi Bebek János tárnokmester és Rozgonyi János főkincstartó (későbbi tárnokmester) mellett).
Valamikor 1423. június 25. és június 29. között halt meg: június 25-én még oklevelet adott ki Budán, de egy négy nappal későbbi oklevél már néhaiként említi.

### Nyughelye
2008-ban az Abaújvári református templomban folyó ásatások során feltehetően az Ő sírkövét találták meg.
A két darabra tört sírkövet faragott oldalával lefelé fordítva a hajó újkori padlóburkolatában fedezték fel. A sírkő tufából készült, rajta a Perényi család címerével, mely madártestű szakállas férfifejet ábrázol, felette csőrös sisak látható, körben a "hic est sepultus magnificus vir dominus petrus de pereen feria VI p(ro)xi(m)a ante festum visitat[i]o[n]is anno domi[ni] 14tercio" minuszkulás felirattal. A sírkövet két vakmérműves csúcsív zárja le.
Az elhunyt beazonosítását több körülmény is bizonytalanná teszi. A sírkövön az elhunytat megnevezik (petrus de pereen), halálozásának évét azonban pontatlanul tüntetik fel (1403. június 26.). A sírkő kialakításának jellegzetességei alapján (tárcsapajzs használata) inkább a XV. század második felében készülhetett. Erre magyarázatot adhat az a felvetés, hogy a megtalált sírkő talán egy korábban készültnek a pótlására szolgálhatott.
Zsigmond halálát követően a Perényiek elvesztették nagyidai birtokaikat, így Újvárt is, és azok a husziták kezére kerültek, talán ez időtájt (1441-1460 között) rongálódhatott meg az eredeti sírkő is (ha létezett). 1460-ban Perényi Péter unokája, János szerezte vissza a birtokokat, olymódon, hogy az akkor tulajdonos Modrar Pál lányát, Katát feleségül vette. Ha létezett korábbi sírkő, ha nem, az újonnan visszaszerzett birtokon különös hangsúlyt kaphatott az egykori birtokszerző sírhelyének megjelölése. 
1403-ban elhunyt Perényi Péterről nincs ismeretünk, ugyanakkor a sírkő szerinti halálozás napja (június 26.) nem mond ellent az országbíró halálozási hónapjának és napjának, amely az okleveles források szerint 1423. június 25. és június 29. közé tehető. Ezért az sem elképzelhetetlen, hogy az utólagosan faragott sírkő készítése során a kőfaragó a feliratból kifelejtette az évtizedekre utaló számot.

### Birtokadományok
A királynak tett szolgálataiért és hűségéért rendkívül nagy kegyben részesült; a török elleni harcokban tanúsított bátorságáért nyerte 1391-ben az Ung megyei Szőlőst, szintén 1391-ben a Tolna megyei Nana, Zend, Papis, Pathlan, Ok, Gyronas, Bykad és Zobaton, melyet 1394-ben elcserél Wywar és Nempti birtokokra. 1397-ben nővérével együtt kapták meg az utód nélkül elhunyt Takosi Mihály (Gergely fia) Bereg vármegyei Gáth birtokát. 1402-ben Ung megyei Ignech, Chomonya, és Gaath birtokokért cserébe – amiket a király visszavett tőle – az Abaúj vármegyei Nagyda, Komarach, Sestha, Chech, Makronch, Bodolow birtokokat kapja.
1403-ban tett szolgálataiért a lázadók elkobzott birtokaikból (Nyalábvárat minden birtokával, falvával, vámjával) kapott. Egy 1405-ben kelt oklevél fel is sorolja ezeket (Zaz falu, a Tiszán levő Zeleusrew vámmal, Ordo, Kyralhaza, Wereche, Tekehaza, Zazfalw és Bekehaza, Chornatu, Komlód, Kyrna, Zepzeg, Batarch oláh (Olachalis)) Szintén 1403-ban kapta az Abaújvár megyei Zykzow, Vadaz, Zygeth és Wyfalu birtokokat, valamint a lázadó Ewr-i Chew fiai: János és László Pányok-i birtokát, valamint Suhtha-i Leukus fia: Mihálynak Suhtha-n levő birtokrészét. 1404-ben birtokai tovább bővülnek a lázadó Kazmeri Tamás és fia, Miklós Mezobenye és Kazmerbodza birtokaival.
1405-ben már mint máramarosi ispán nyeri e Abaújvár megyei Lanch és Padarfeldew birtokokat, és Felnempty, más néven Kemnech birtokrészeit (ez utóbbi a lázadó Belsei Péter fia László és Olcsvári Dénes feleségének, Erzsébetnek tulajdona).
1408-ban kapja adományként Zádorházát (az 1403-ban a lázadók mellé állt Zádorházi János és Miklós birtokrészeit). 1411-ben Budán a Szombat téren kap adományként egy házat. 1415-ben már mint országbíró kapja meg Horvát János fia Lóránd Torna megyében lévő horváti birtokrészeit, mert az pénzt hamisított és megégették. 1420-ban megörökölte a gyermektelenül elhunyt Perényi Gergely Szatmár megyei Dobos birtokát, melyre 1421-ben minden hét keddjére hetivásár megtartására kapott jogot.

## Családja
Perényi Péternek két felesége volt. 
Első feleségétől – kinek nevét nem ismerjük- született János fia (*1402 előtt † 1452 és 1453 fordulóján)
E János fiát a másik ágból származó János, tárnokmestertől való megkülönböztetésül általában Junior, vagy minor, azaz ifjabb vagy kisebb jelzővel illetik.
Máramaros (1430-33) Ugocsa (1443- Miklós testvérével együtt) és Szepes vármegye főispánja. 
1427-ben a király oldalán vett részt Erdélyben a Havasalföld ellen vezetett hadjáratban, melynek célja az volt, hogy Dant ültessék a havasalföldi trónra. 1430-ban testvérével és a nádori ág tagjaival (János és István) együtt korábbi években nyújtott pénzügyi támogatásukért és hadjáratokban való részvételükért Zsigmond királytól Gömör vármegyei birtokokat kaptak, amelyek Gwmeri László (Berzethe, Kewres, Rudna, 1431-ben mellé kapják Paristheleke pusztát is) és Zabari Deche örökös nélküli halála miatt került vissza a királyhoz (Zabar, Radnolthfalwa és Balasfalwa). Az V. László és I. Ulászló hívei között 1440-ben kitört polgárháborúban testvérével Miklóssal együtt Ulászlót támogatta. Giskra 1441-ben foglyul ejtette az uralkodó (V. László) elleni lázadás címén, és 24 ezer aranyforint váltságdíjat követelt. János hogy kiszabaduljon kétfelé is eladósította magát; először Giskra felé, akinek elzálogosította a nagyidai várat, amíg fizetni nem tud, másodszor a nádori ágból származó idősebb Perényi János felé, aki 4000 aranyforintot fizetett Giskrának, cserébe megkapta az ifjabb János birtokainak (Nyalábvár illetve Nagyszőlős mezőváros, illetve más településeket (Werecze, Kyralhaza, Thekehaza, Zazfalw, Ardo, Gywla, Achyna, Therebes, Olahfalw és Chongwan)) zálogjogát. Azonban a nagyidai vár és tartozékai továbbra is Giskra kezén maradt, aki azokat továbbzálogosította Modrár Pál Körmöci polgárnak. Aki később a csehek (Giskra) uralma elleni megszabadító tettként értelmezte a zálogügyletet. UIászlónak tett szolgálataiért nyerte az Abaújvár megyei Kysnempti birtokot 1443-ban.
1452. szeptember 20-án még az apja által nyert, a budai Szombat téren kapott lakást elveszti (budai lakos Farkas Zsidó kapja 32 aranyforint és kilenc évi kamat követelése fejében), 1453. január 13-án kelt oklevél már néhaiként említi. 1452-53 fordulóján hunyt el.
Simon nevű fiát egy 1402 januárjában és 1422 augusztusában kelt oklevélben említik
Második felesége, Felsőlendvai Szécsi Herceg Péter leánya, Anna volt. Anna az 1413. januárjában elhunyt Széchényi László (Frank fia) nógrádi és honti főispán özvegye volt. Első házasságából származott fia László volt. Perényi úgy végrendelkezett, hogy özvegye 7 falu  (Wyuar, Nempthy, egy másik és egy harmadik Nempthy, Panyok, Swhtha és Vadaz nevű birtokokat) jövedelméből tartsa fenn magát, melyhez 20 évig van joga. Egy 1429-es oklevél arról szól, hogy az özvegy rosszul kezelte a vagyont, ezért elvették tőle azt és mostohafia, János kezelésére bízták, csakúgy mint öccse, Miklós nevelését, az asszonyt pedig kötelezték, hogy költözzön Zala megyei birtokára.
Tőle született fia Miklós volt, első említése 1422-ből való, egy 1430-ban kelt oklevél még kiskorúnak mond. Miklóst papnak szánták, ám hamar otthagyta az egyházi pályát. Az 1440-es években együtt élt Csáholi László lányával, akitől 4 fiú és több lánygyermeke született, akiket azonban nem ismertek el törvényesnek. Mivel leszármazottai a birtokait nem örökölhették, ezért 1464-től zálogosította birtokrészeit, hogy a pénzt adhassa gyermekeiknek. Testvére kiszabadításáért elzálogosította Nagyidát, amiért hatalmaskodással vádolták, mely bűne alól csak Mátyás mentette fel 1467-ben. A király oklevele 1467. február 26-án kelt.